# Ans

Ans vapen

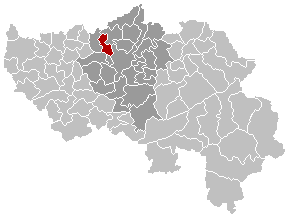
Ans läge inom provinsen Liège

Ans är en kommun i provinsen Liège i regionen Vallonien i Belgien. Ans hade 27 550 invånare per 1 januari 2008.